# Asta (Rotterdam)

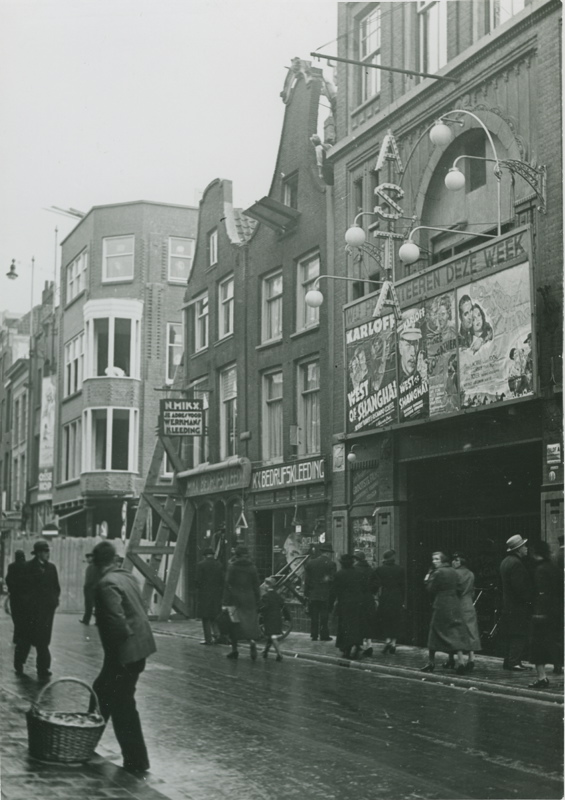
Asta Theater in Rotterdam

Het Asta Theater was tot 1940 een bioscoop in Rotterdam, gelegen aan de Hoogstraat 160.

## Geschiedenis
A.P.A. Bongers en F.P.J. Goeman openden in 1914 de Tivoli Bioscoop aan de Hoogstraat 160 (niet te verwarren met hun bioscoop aan de Coolsingel die óók Tivoli genoemd werd). In oktober 1922 werd de exploitatie overgenomen door David Roosenberg (1883-1945) en veranderde de naam in Asta Theater. Hij woonde ook boven het theater. Gewoonlijk was de portier gekleed in de stijl van de film: dus als er een western draaide, verwelkomde hij het publiek in cowboykostuum. De bioscoop stond bekend als typisch 'vlooientheater', met lage toegangsprijzen tussen de 10 en 25 cent. Toen de beroemde filmster Tom Mix in 1925 Rotterdam bezocht, deed hij ook het Asta Theater aan.
In 1931 werd de theaterzaal gerenoveerd en stapte Asta als laatste Rotterdamse bioscoop over van zwijgende naar geluidsfilm.
Op 14 mei 1940 werd de bioscoop verwoest tijdens het bombardement op Rotterdam.